# فیونا مورتا
فیونا مورتا (انگلیسی: Fiona Murtagh؛ زادهٔ ۱۱ ژوئیهٔ ۱۹۹۵) قایقران روئینگ اهل جمهوری ایرلند است.
وی در مسابقات کشوری و بین‌المللی در مجموع برندهٔ ۱ مدال برنز شده‌است.